# Polacanthus
Polacanthus («moltes espines», del grec antic πολυ- poly- «molt» i ακανθα, acantha «espina») és un gènere de dinosaure ancilosàurid blindat que va viure al Cretaci inferior, fa entre 132 i 112 milions d'anys, en el que avui en dia és l'oest d'Europa.